# Кокилев, Гечо Николов
Гечо Николов Кокилев (27 марта 1899, Ловеч — 22 мая 1938, Ленинград). Болгарский и советский офицер, капитан 2-го ранга.

## Биография
Гечо Николов Кокилев родился 27 марта 1899 года в г. Ловеч, Болгария. Окончил Морское техническое училище, г. Варна в 1922 году.
В Черноморском городе Бургас вступил в Болгарскую коммунистическую партию и был назначен механиком, потом помощником капитана партийной яхты «Иван Вазов», через которой поддерживалась нелегальная морская связь Болгария-Советский Союз.
Он был арестован в Болгарии, приговорен к смерти и заключен в концентрационном лагере на острове «Святая Анастасия» в Бургаском заливе, Чёрное море. В 1925 году, был одным из организаторов побега 43 осужденных на двух лодках в Турцию, потом в Советский Союз. На основе этих событий в 1958 году режиссёром Рангелом Вылчановым был снят фильм «На малом острове».
В СССР, был принят членом ВКП(б) с 1925 года. Поддерживал связи с выдающимися болгарскими коммунистами в эмиграции Васил Коларов и Теорги Димитров. В Ленинграде женился на русской женщине по имени Ольга.
Окончил Военно-морскую академию в Ленинграде в 1931 году. Подводная лодка «Комсомолец», построена на собрания комсомольцов, была принята от Ленинградской промышленности 15 августа 1934 г., а 24 августа зачислена в состав Балтийского флота. Первым её командиром стал К. М. Бубнов, инженер-механиком — Г. Н. Кокилев. Произведен в воинском звании капитан 3-го ранга. Звание военинженер 2-го ранга получил 22 марта 1936 г. (перед истечения срока) за заслуги в техническое совершенствование подводных лодок типа «Щука».
Во время репрессий исключен из ВКП(б) 14 сентября 1937 г. Арестован 1 октября 1937 г. Военным трибуналом КБФ 21 февраля 1938 г. приговорен к расстрелу. Военная коллегия Верховного суда СССР 23 марта 1938 г. оставила приговор в силе. Он расстрелян в Ленинграде 22 мая 1938 г. Возможное место погребения — Левашовское мемориальное кладбище.

### Память
Гечо Кокилев был реабилитирован в Болгарии в 1956 г. после сообщения Советского посольства до ЦК Болгарской компартии (4 январь 1956). Начальная школа его имени была в его родном городе до 2000 г. Его родной дом сохранился до 1992 г. В г. Ловеч с 1977 г. есть Мемориальная доска «Гечо Николов Кокилев».